# Kōnosuke Ishii
Kōnosuke Ishii (石井幸之助, Ishii Kōnosuke, 1916-1997) est un photographe japonais, lauréat de l'édition 1984 des prix de la Société de photographie du Japon dans la catégorie « contributions remarquables ».